# Lichenoconium
Lichenoconium is een geslacht van schimmels behorend tot de familie Lichenoconiaceae. De typesoort is Lichenoconium lichenicola.

## Soorten
Volgens Index Fungorum telt het geslacht 17 soorten (peildatum maart 2023):
| Soortnaam                     | Auteur(s)                                  | Publicatiejaar |
| ----------------------------- | ------------------------------------------ | -------------- |
| Lichenoconium aeruginosum     | Diederich, M. Brand, van den Boom & Lawrey | 2011           |
| Lichenoconium cargillianum    | (Linds.) D. Hawksw.                        | 1977           |
| Lichenoconium christiansenii  | M.S. Cole & D. Hawksw.                     | 2004           |
| Lichenoconium echinosporum    | D. Hawksw.                                 | 1977           |
| Lichenoconium edgewoodense    | Alstrup & M.S. Cole                        | 1998           |
| Lichenoconium erodens         | M.S. Christ. & D. Hawksw.                  | 1977           |
| Lichenoconium follmannii      | S.Y. Kondr. & D.J. Galloway                | 1995           |
| Lichenoconium hawksworthii    | Flakus, Etayo, Kukwa & Rodr. Flakus        | 2021           |
| Lichenoconium laevisporum     | Kalb & Hafellner                           | 1995           |
| Lichenoconium lecanorae       | (Jaap) D. Hawksw.                          | 1979           |
| Lichenoconium lichenicola     | (P. Karst.) Petr. & Syd.                   | 1927           |
| Lichenoconium parasiticum     | D. Hawksw.                                 | 1977           |
| Lichenoconium plectocarpoides | S.Y. Kondr., D.J. Galloway & D. Hawksw.    | 1994           |
| Lichenoconium pyxidatae       | (Oudem.) Petr. & Syd.                      | 1927           |
| Lichenoconium reichlingii     | Diederich                                  | 1986           |
| Lichenoconium usneae          | (Anzi) D. Hawksw.                          | 1977           |
| Lichenoconium xanthoriae      | M.S. Christ.                               | 1956           |